# Фогель, Марк
Марк Хиллиард Фогель (англ. Marc Hilliard Fogel; род. 28 июля 1961, Батлер, Пенсильвания) — американский школьный учитель, арестованный в августе 2021 года при въезде в Россию с 0,6 унции (17 г) марихуаны. В июне 2022 года был приговорён к 14 годам лишения свободы.

## Биография
Фогель из Пенсильвании. Учился в Пенсильванском Университете в Индиане. Жил в России, преподавал в англо-американской школе в Москве.

## Арест и тюремное заключение
В августе 2021 года Фогель въезжал в Россию через таможню, когда в его багаже было обнаружено около 17 г марихуаны. Вещество было прописано ему американским врачом для лечения хронических болей в позвоночнике (в США легализован "медицинский каннабис").
В июне 2022 года Фогель был признан виновным в незаконной перевозке наркотических средств в крупном размере (часть 2 статьи 228 УК РФ) и контрабанде наркотиков в крупном размере (часть 3 статьи 229.1 УК РФ), в связи с чем приговорён к 14 годам лишения свободы. В октябре 2022 года он был переведён из СИЗО в Москве в исправительную колонию № 2 в Рыбинске, где отбывал наказание до 11 февраля 2025 года.
Двухпартийная группа сенаторов США лоббировала государственный департамент США, чтобы объявить Фогеля незаконно задержанным.
1 августа 2024 года советник президента США по национальной безопасности Джейк Салливан назвал Фогеля неправомерно задержанным.

## Освобождение из-под стражи и возвращение в США

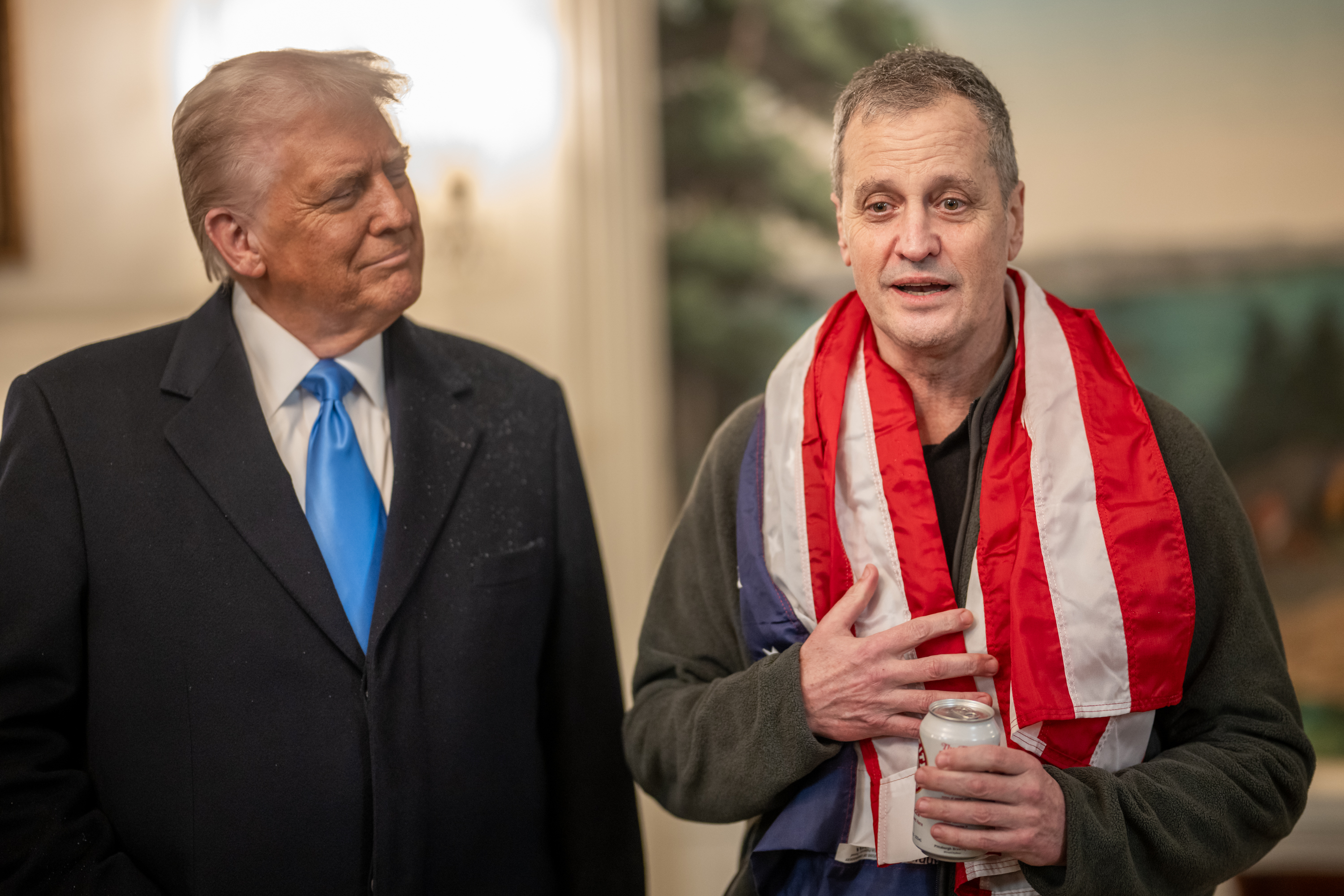
Фогель с президентом Дональдом Трампом, февраль 2025 года

11 февраля 2025 года Россией в качестве жеста доброй воли в порядке помилования Фогель был освобождён после отбытия 3,5 лет лишения свободы. Вернулся в США в сопровождении спецпосланника президента США Стива Уиткоффа. В Белом доме Фогеля встретил президент США Дональд Трамп.
В обмен на помилование Фогеля был освобождён российский гражданин Александр Винник, содержавшийся под стражей в США.